# Parafia Matki Bożej Zbaraskiej w Prałkowcach
Parafia Matki Bożej Zbaraskiej w Prałkowcach – parafia rzymskokatolicka znajdująca się w archidiecezji przemyskiej w dekanacie Przemyśl I. 
Erygowana w 1970 roku. Jest prowadzona przez księży Michalitów.

## Historia
W latach 1840–1842 w Prałkowcach z fundacji hrabiego Eustachego Drużbackiego zbudowano murowany kościół filialny. W 1889 roku Austriacy kościół zamienili na stajnie. w latach 1944–1945 w kościele były łaźnie dla wojska. W 1945 roku kościół został odzyskany. W 1967 roku posługę w Prałkowcach rozpoczęli księża Michalici i w tym czasie rozpoczęto remont kościoła i dokonano jego rozbudowy. 
1 sierpnia 1970 roku dekretem bpa Ignacego Tokarczuka została erygowana parafia z wydzielonego terytorium parafii katedralnej w Przemyślu.  Od 30 września 1972 roku w kościele znajduje się łaskami słynący obraz Matki Bożej Zbaraskiej. Jest to XVI-wieczna kopia obrazu Matki Bożej Częstochowskiej, namalowana na zamówienie Janusz Zbaraski i przechowywana w jego rodowej siedzibie w Zbarażu. W XVII w. umieszczona została w tamtejszym kościele bernardynów, ufundowanym przez Jeremiego Wiśniowieckiego. Po II wojnie światowej wywieziona do Leżajska, a stamtąd do Prałkowiec. 
Parafia posiada również dwa kościoły filialne: pw. św. Wojciecha w Kruhelu Małym, zbudowany w 1894 roku oraz pw. Matki Bożej Królowej Polski w Kruhelu Wielkim, zbudowany 1914 r. Obecnie oba kościoły znajdują się w granicach administracyjnych miasta Przemyśl.
W 2006 roku proboszczem był ks. Czesław Suława CSMA, w 2015 ks. Stanisław Prokuski CSMA, w 2017 ks. Tadeusz Musz CSMA, a od 2022 roku ks. Krzysztof Bartochowski CSMA.
Na terenie parafii jest 1 170 wiernych (Prałkowce - 598, Przemyśl, część - 552).

## Terytorium parafii
- Prałkowce.
- Przemyśl - ulice: Witoszyńska, Kruhel Wielki.
- Przemyśl (Kruhel Mały) - ulice: Brzozowa, Emilii Gierczak, Gołębia, Pawia, Ptasia, Ustronie.
- Przemyśl (Krzemieniec) - ulice: Jana Karola Chodkiewicza, Juliusza Kossaka, Krzemieniec, Kruhelska, Pod Trzema Krzyżami, Sanocka (od numeru 19), Studzienna, Sucha.
- Przemyśl (Zielonka) - ulice: Grochowska (od numeru 21), Jarowa, Na Zawodach, Ludwika Pasteura, Potokowa, Ziemowita[3].